# Eastwood (Australie)
Pour les articles homonymes, voir Eastwood.

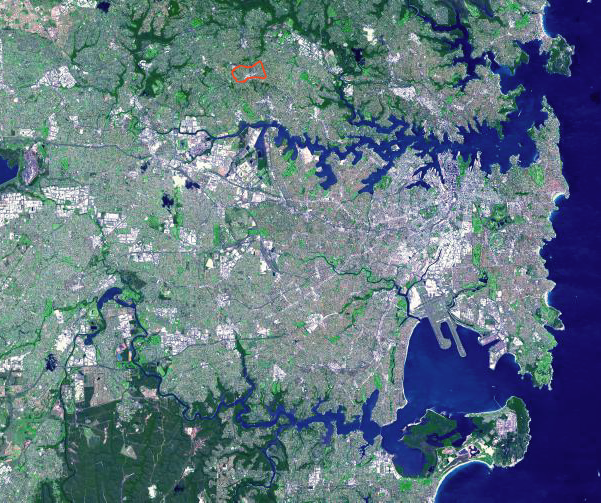
Eastwood depuis une image satellite de Sydney

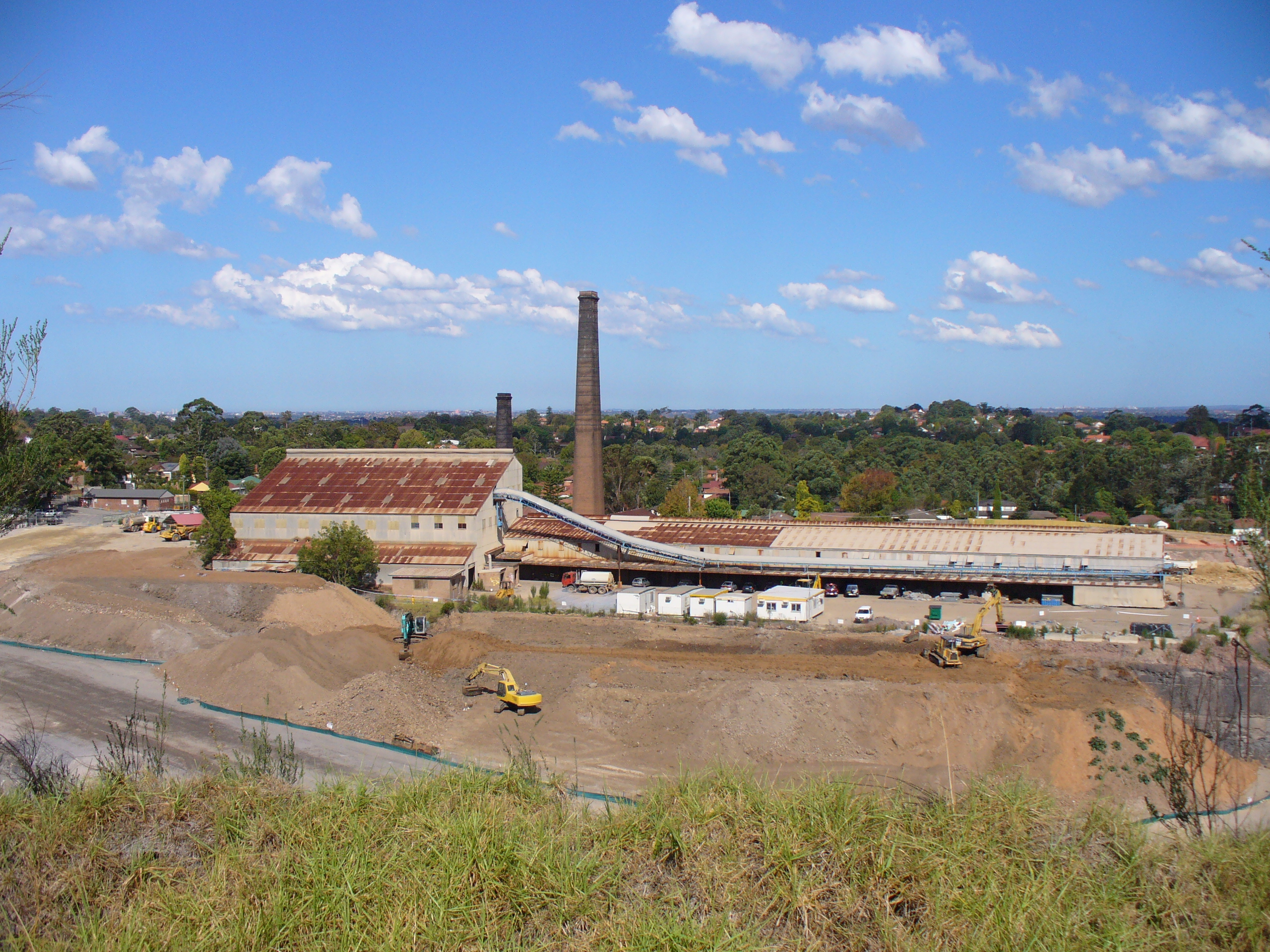
Le site de l'ancienne briqueterie d'Eastwood, maintenant reconverti en lôtissements

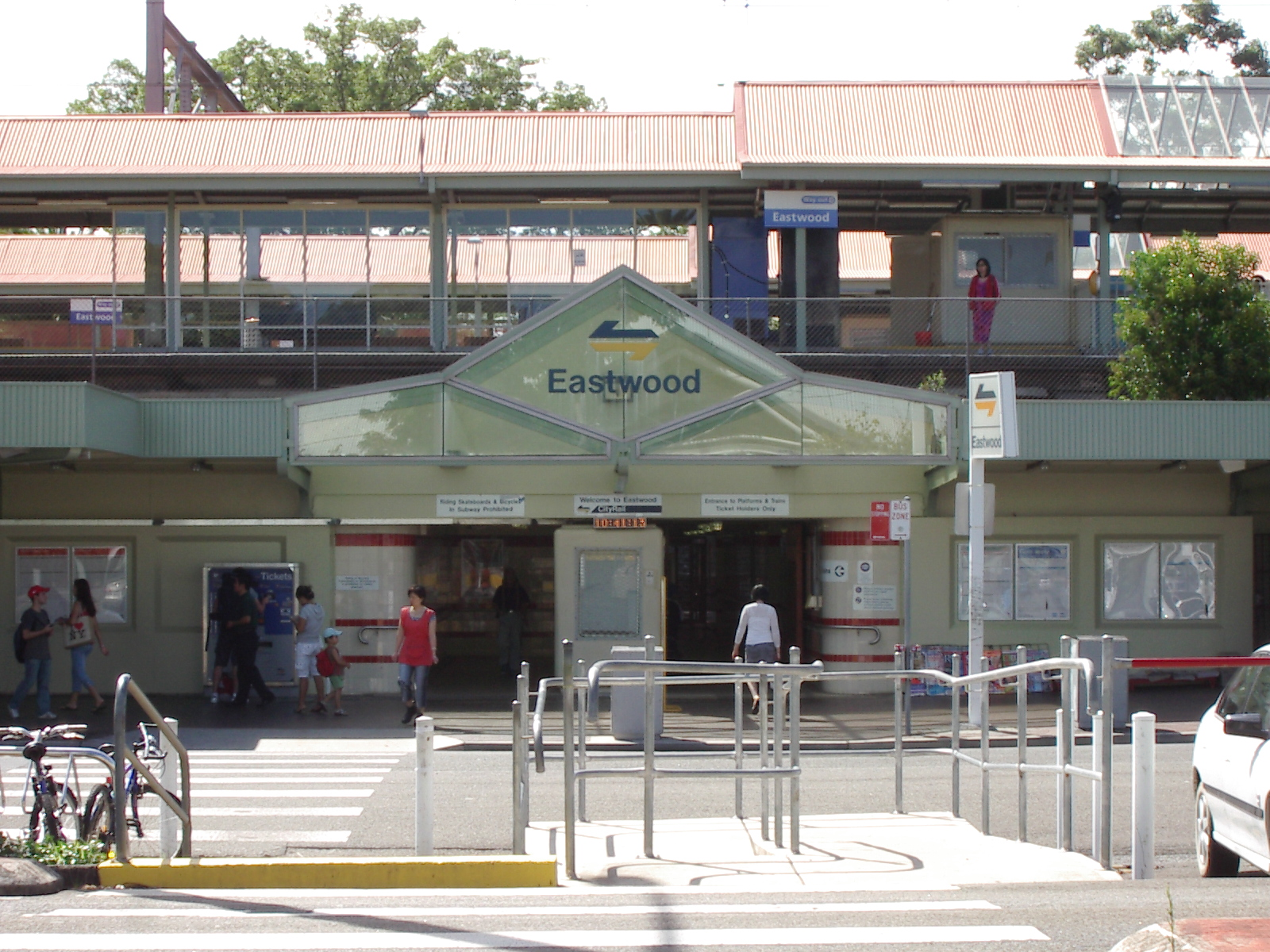
Station de train d'Eastwood avant sa reconstruction de 2007

Eastwood est un quartier de la banlieue de Sydney, dans l'état de la Nouvelle Galles du Sud en Australie. Eastwood est situé à environ 17 km au Nord-Est du quartier des affaires de Sydney (CBD) et est situé dans la zone d'administration locale de Ryde et de Parramatta.
Estimée à l'origine habitée par la tribu aborigène Wallumedegal, qui vivait dans la zone situé entre les rivières de Lane Cove et de Parramatta, la région fût d'abord colonisée par les Européens, peu après l'arrivée de la « Première flotte » de 1787, des Marines Royaux de Sa Majesté et du bataillon de Nouvelle-Galles du Sud et a été nommée « Eastwood » par un des premiers colons irlandais libres, William Rutledge.
Aujourd'hui, il s'agit d'un grand centre urbain, au nord de Sydney doté d'une grande zone commerciale. Eastwood a une importante population d'origine Asiatique, avec des immigrants de Chine et de Corée du Sud qui ont transformé le quartier commercial durant la dernière décennie.
Eastwood est notamment réputé pour la pomme Granny Smith qui a d'abord été cultivée dans la banlieue, en 1868 par une vieille dame, Marie Ana Smith (« granny » signifiant « grand-mère »). Tous les ans, au mois d'octobre, est célébré le « Granny Smith Festival » pour commémorer l'une des icônes du quartier. Le terrain de cricket et les rues adjacentes sont alors investis par manèges, stands de marché, théâtre de rue, défilés, concours de cuisson de pommes et un feu d'artifice clôture le festival. Ces dernières années, le festival a été très influencé par les importantes communautés d'immigrants asiatiques et est maintenant ponctué par des danseurs et des dragons chinois durant le défilé. À l'inverse, les célébrations annuelles du Nouvel an chinois ont intégré les traditions du nouvel an Coréen en rebaptisant les célébrations « Nouvel An Lunaire ».

## Géographie
Eastwood est situé au bord du plateau de Hornsby avec les banlieues de Dundas Valley et de Denistone, sur ses côtés ouest et sud respectivement, et jusqu'à la plaine de Cumberland. Au nord, Eastwood est délimité par l'échangeur ferroviaire d'Epping et par Marsfield, à l'est, qui partage le même code postal de 2122. La banlieue est essentiellement résidentielle avec le principal quartier commerçant situé entre Rowe Street et Rutledge Street, autour de la ligne de chemin de fer.

## Histoire
Il est estimé qu'Eastwood était à l'origine habitée par la tribu aborigène Wallumedegal, qui vivait dans la zone situé entre les rivières de Lane Cove et de Parramatta, alors connue sous le nom de Walumetta. La région était, à l'origine, très boisée.
Cette région fut d'abord colonisée par les Européens, peu après l'arrivée de la « Première flotte » de 1787 et faisait partie de la zone « Field of Mars » (champ de Mars), nommée ainsi par le gouverneur Arthur Phillip.
La zone d'Eastwood fut d'abord accordée, entre les années 1790 et 1803, aux Royal Marines britanniques et au bataillon de Nouvelle-Galles du Sud. En 1794, une zone de 90 acres (36 hectares), alors appelée « North Brush » située dans la zone « Field of Mars », fut accordée à John Love. Ensuite, ces terres furent acquises par Willima Kent qui possédaient déjà des terres dans la région connue actuellement sous le nom d'Epping. Par la suite, le terrain fut acheté par Willima Rutledge, pour 288 livres, en 1835 et y construisit l'« Eastwood House », en 1840. Cette maison fait maintenant partie du « Marist College Eastwood », établi en 1937. Enfin, en 1863, Edward Terry acheta le domaine et, à sa mort en 1905, le domaine sera subdivisé.
En 1886, la ligne de chemin reliant Strathfield à Hornsby est ouverte, avec une station à l'origine appelée « Dundas ». Le nom sera changé un an plus tard en « Eastwood », en référence au nom du domaine.
La zone commerciale a subi des modifications majeures dans les années 1980. Rowe Street qui, à l'origine traversait la ligne de chemin de fer via un passage à niveau, sera transformée en une rue commerçante et piétonne entre « The Avenue » et « West Parade » et le pont, construit en 1940 sur la First Avenue, sera remplacé par un pont à six voies. Ce pont a été réalisé pour répondre au projet routier du comté de Cumberland relatif à la route du comté d'Eastwood (reliant notamment Eastwood au Macquarie Park) et aura suscité de vives controverses parmi les habitants.

## Développement
Le conseil de la ville de Ryde a accordé son consentement de développement pour la demande 936/2007, concernant la construction d'une nouvelle zone commerciale, située aux 152-188 Rowe Street et 3-5 Rutledge Street.
Les principales composantes de ce projet furent les suivantes :
- 13 500 m2 de surface utile nette pour la vente au détail, sur deux niveaux
- 1 600 m2 de surface utile nette commerciale (sans compter le restaurant et la garderie, listé ci-dessous)
- 1 700 m2 de surface de plancher nette utilisable pour un restaurant
- 800 m2 de surface de plancher nette utilisable pour une garderie
- Un total de 970 places de parking, dont 676 associées aux commerces et aux ventes au détail, et 294 consacrées aux appartement résidentiels.

## Zone commerciale
La zone commerciale d'Eastwood est située autour de la gare ferroviaire. Le centre commercial est constitué d'une rue commerciale et piétonne incluant des vendeurs au détail majeurs tels que Woolworths, situé dans le centre-ville est accessible depuis la « Eastwood Plaza ». Cette place publique dispose d'une fontaine et de plusieurs cafés avec terrasse. Par ailleurs, Eastwood a obtenu une bonne réputation comme centre commercial asiatique, du fait des magasins spécialisés, supermarchés et de nombreux restaurants gérés par des Chinois et Coréens. L'origine ethnique des clients et des gérants a créé un pôle de restaurants principalement Chinois, Vietnamien, Coréen et Cantonais

## Transports
Eastwood est relativement bien desservi par les transports en commun. La gare d'Eastwood se situe sur la Northern Line. Cette station a ouvert en 1886 et il faut environ 30–35 minutes pour rejoindre « Central Station », au sud du quartier des affaires de Sydney (CBD). La ligne ferroviaire inter-urbaine desservant Eastwood et Central Station, dessert aussi Newcastle et la région de la Central Coast (Newcastle & Central Coast Line).
De nombreuses lignes de bus fonctionnent également à partir du petit échangeur devant la gare. Il s'agit notamment de la ligne 545/550 entre Parramatta et Chatswood, de la ligne 544 entre Auburn et Macquarie University et du service 515/X15 jusqu'au CBD. Eastwood est également bien desservi par les routes, et est situé à proximité des grands axes tels que Metroad 6 (Marsden Road) et Victoria Road.

## Points d’intérêt
- La « Brush Farm House » : ancienne maison de Gregory Blaxland, un des explorateurs des Blue Mountains.
- La « Eastwood House » : ancienne maison d'Edward Terry, le propriétaire original de la terre sur laquelle Eastwood s'est développé.

Eastwood connaissait auparavant un lac qui a donné les noms de « Lakeside Road » et de « Lakeside Road Uniting Church ». Ce lac a été, par la suite, transformé en un ovale qui est utilisé pour les matchs de football et par les écoles locales. Eastwood abrite également la « Corrective Services Academy », un centre de formation pour le personnel pénitentiaire.

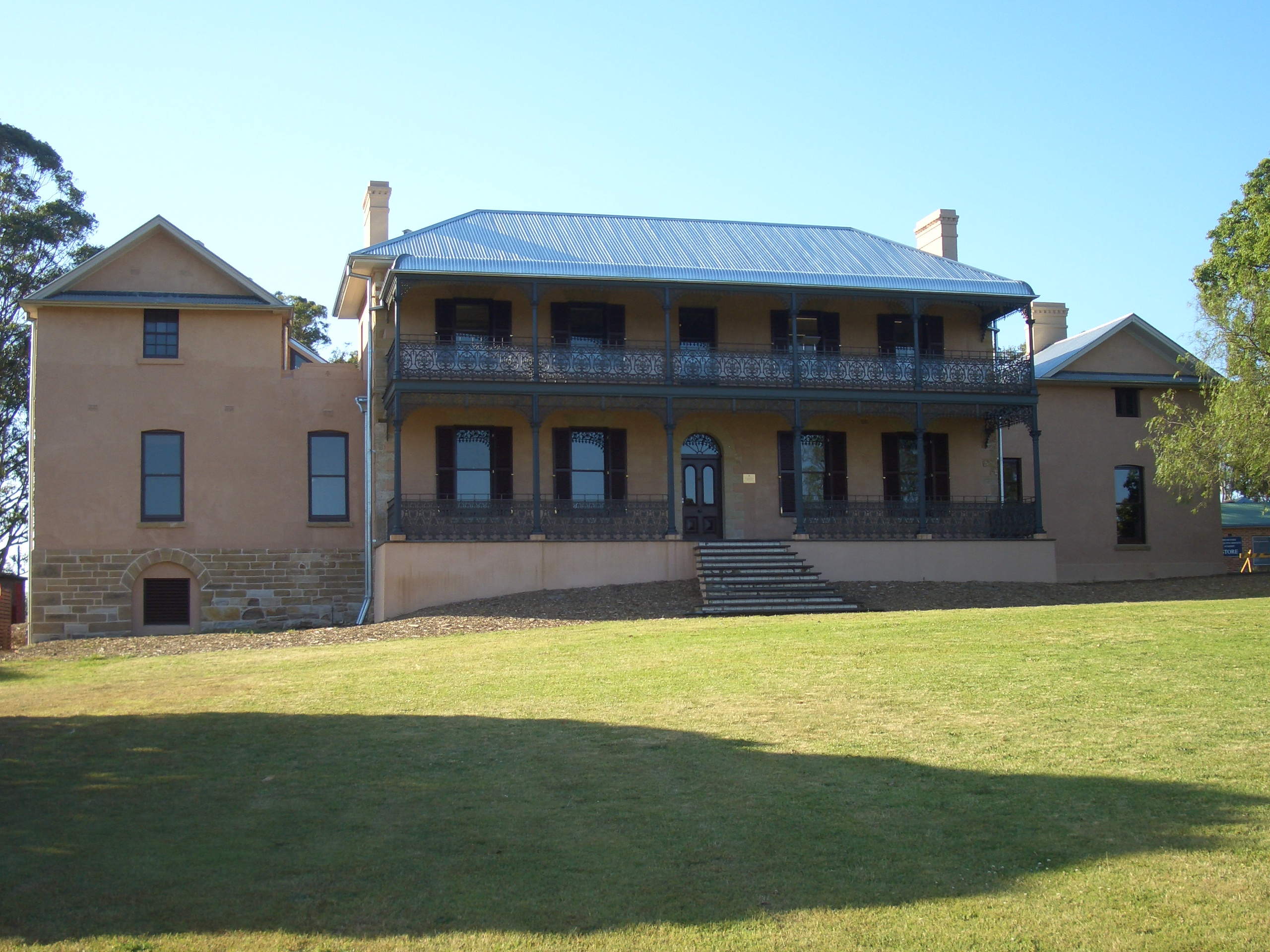
La Brush Farm House, à Eastwood

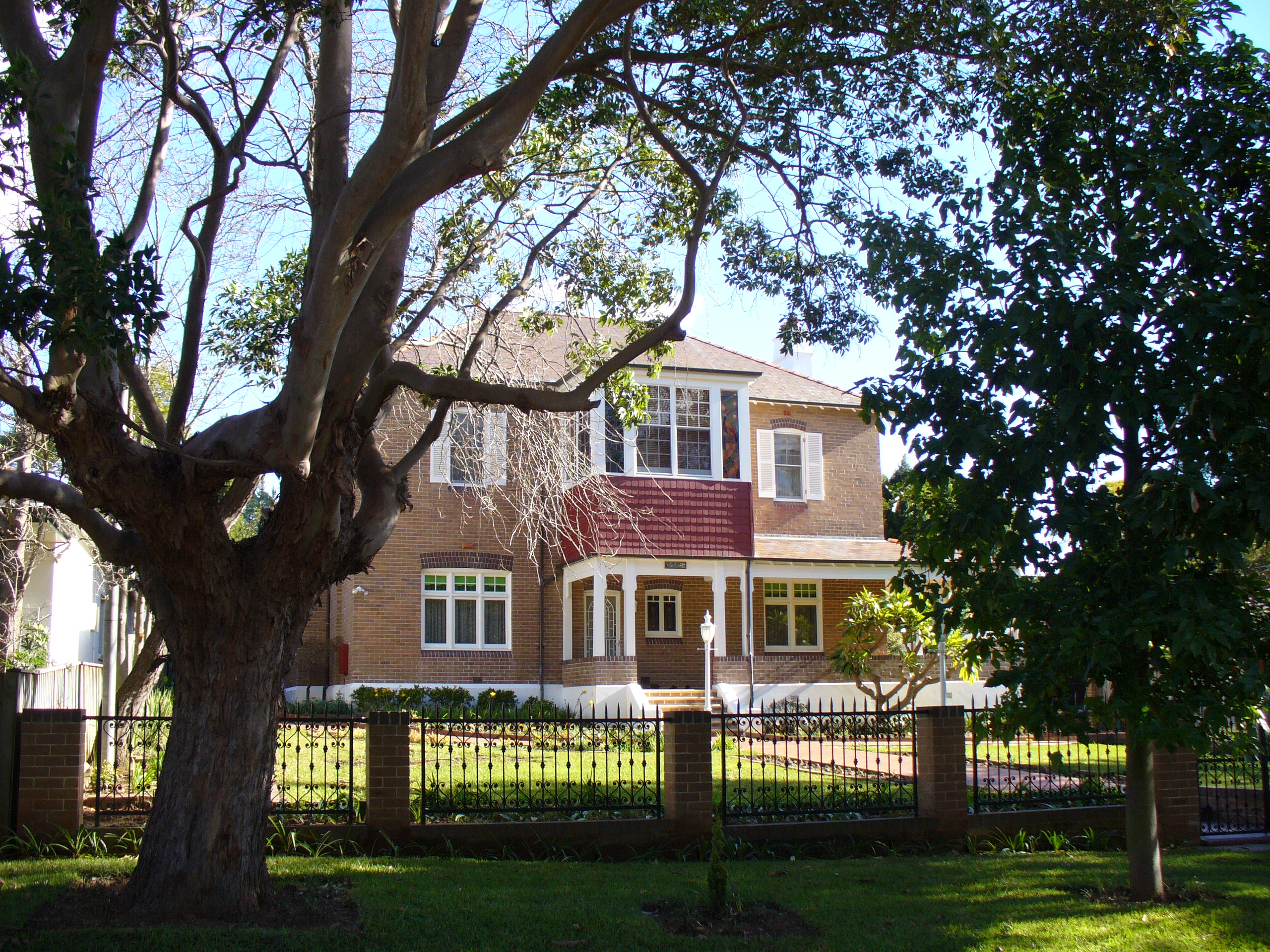
« Ripley », env.1888, architecture typique des premières maisons de la région.

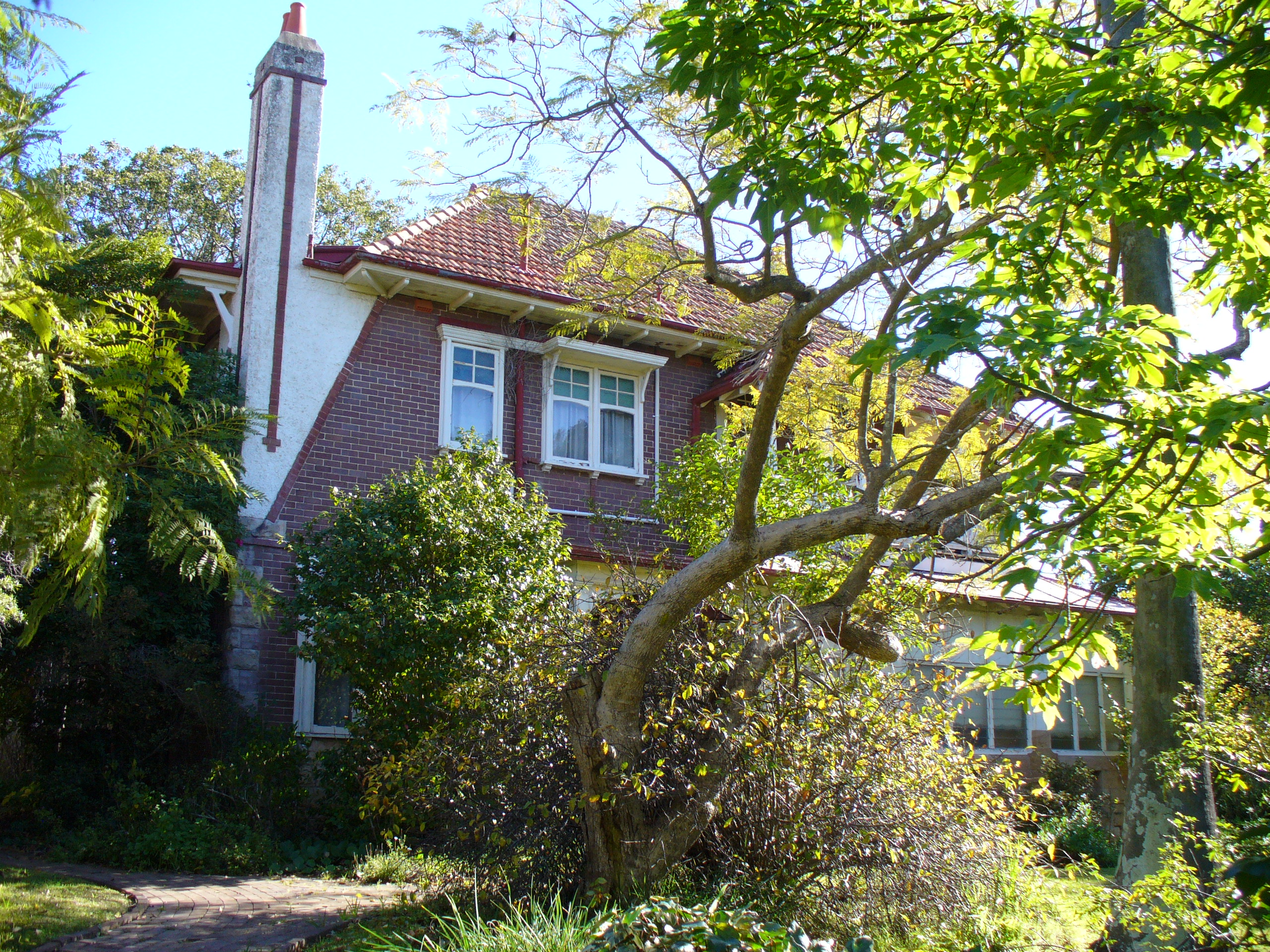
Le « Heatherwold » était une ancienne école de filles, le Braemar College, à Eastwood.

## Réserves forestières
Le « Darvall Park » et le « Brush Farm Park » sont des exemples de zones forestières restantes et préservées dans le quartier d'Eastwood. Bénévoles et professionnels ont travaillé pour la préservation des eucalyptus présents dans la futaie et la forêt tropicale de ces régions. La Trochocarpa laurina (de la famille des Ericaceae), connu dans le monde entier est aussi présent dans le « Brush Farm Park ».
D'autres arbres notables sont présents tels que le « Native Crabapple » (Schizomeria ovata), le « Jackwood » (Cryptocarya glaucescens) ou encore le « Red Olive Berry » (Elaeodendron australe).
De plus, bien que situé au sein d'une grande ville, le « Brush Farm Park » possède une faune très riche, incluant la ninoxe puissante, la colombe turvert, le jardinier satiné, le dendrelaphis punctulatus et le « Eastern Whipbird » (Psophodes olivaceus).

## Architecture
Les habitations sont principalement de style architecture de la Fédération ou de bungalow Californien (California bungalow) et plus particulièrement dans les rues situées près de la gare. D'autres habitations d'après-guerre peuvent être observées plus loin de la gare et plus particulièrement au nord de « Terry Road ». Bien qu'Eastwood soit un quartier résidentiel, avec des maisons et des villas d'un ou deux étages, la zone entourant le centre ville possède des bâtiments jusqu'à sept étages. En 2006, la zone d'administration locale de Ryde mis au point un plan d’aménagement pour le centre Eastwood, mettant à disposition des bâtiments de plus de dix étages dans la zone commerciale et ferroviaire. Plusieurs anciens locaux industriels sont également en cours de réaménagement. Par exemple, le site de l'ancienne briqueterie est converti en lotissements.

## Monuments et associations religieuses
- Christ Evangelical Center of Australia (CECA)
- Eastwood Baptist Church
- Exclusive Brethren Church
- Lakeside Road Uniting Church (anciennement Methodist Church)
- Macquarie Chapel - le pasteur Richard Quadrio a commencé l'église en 2001. Cette dernière est associée à la Macquarie Presbyterian Church
- St Andrew's Uniting Church - (anciennement Presbyterian Church)
- St Kevin's Catholic Church - cette église a été achevée en 1994 pour remplacer l'ancienne église, qui est maintenant la bibliothèque de l'école primaire catholique locale (St Kevins Eastwood catholic primary school).
- St Philip's Anglican Church - cette église a été fondée il y a plus de 100 ans, et les lieux sont utilisés depuis 1907.
- Cornerstone Presbyterian Community Church Eastwood (l'association se réunissant à l'Eastwood Heights Public School)
- St Georges Anglican Church, Balaclava Road, Eastwood Heights
- St Dunstan's Anglican Church, Lovell Road, Denistone East

## Écoles
Écoles primaires
- Eastwood Heights Public School
- Eastwood Public School
- St Kevins Eastwood catholic primary school
- Denistone East Public School (bien qu'elle soit nommée Denistone East Public School, cette école se situe à Eastwood)

Lycée
- Marist College Eastwood

## Évènements culturels
Eastwood est réputé comme l'endroit où la pomme Granny Smith a d'abord été cultivée. En octobre de chaque année, le Granny Smith Festival est célébré et attire annuellement plus de 60 000 personnes.

## Population
Aujourd'hui, Eastwood est un grand centre urbain au nord de Sydney, de plus de 14 000 habitants. Au cours des dernières décennies, Eastwood est devenu de plus en plus multiculturel. Les migrants originaires des pays d'Europe du Sud comme l'Italie et la Grèce ont commencé à s'installer ici et à Carlingford à partir des années 1960. Depuis le début des années 1980 jusqu'à la fin des années 1990, de nombreux Afghans et Iraniens se sont installés dans la région. Depuis le début des années 1990, un pourcentage relativement élevé d'immigrants en provenance de Hong Kong, d'autres parties de la Chine, de la Corée et du sud-est-asiatique se sont installés dans la région. Au recensement de 2006, plus de 50 % des résidents étaient nés à l'étranger.

## Personnalités célèbres
Les membres du groupe All Mankind connus, notamment, pour les chansons « Break the Spell » et « If You Really Mean It, Shake Your Head Like A Picture Polaroid », sont tous des résidents d'Eastwood.
Anciens résidents
- Geoffrey Robertson - Juriste spécialiste en droits, universitaire, auteur et communicateur.
- Reg Campbell - Portraitiste et artiste autodidacte.
- Aziz Shavershian - Culturiste, célébrité Internet, entraîneur personnel et top-modèle.

## Crédit d'auteurs
- (en) Cet article est partiellement ou en totalité issu de l’article de Wikipédia en anglais intitulé « Eastwood, New South Wales » (voir la liste des auteurs).